# Free Cloud Alliance

La Free Cloud Alliance (FCA) est la première alliance de cloud computing libre qui propose une offre globale réunissant l'IaaS (infrastructure en tant que service), le PaaS (Plate-forme en tant que service), et le SaaS (logiciel en tant que service). Avec ces solutions entièrement libres, la Free Cloud Alliance souhaite donc viser le marché porteur du cloud computing privé pour les professionnels, en opposition à l'offre de Salesforce.com et Amazon.
La FCA est une alliance formée par quatre éditeurs français,, Ielo, Mandriva, Nexedi et TioLive, la Free Cloud Alliance donne un coup de projecteur sur ses composantes technologiques NiftyName Virtual Datacenter (NVD), Block Storage Server (BS2), Xtreem Storage Server (XS2), Neo Storage Server (NS2), SLAP Cloud Engine (SCE) et TioLive OEM Platform (TOP). De nouveaux composants devraient rejoindre cette alliance, qui vise à concurrencer le Cloud qui est un système d'exploitation basé sur un navigateur web, créé par Good OS LLC, à Los Angeles.
À fin 2015, l'Alliance semble avoir disparu sans laisser de traces et le nom de domaine est à vendre, ce qui semble confirmer certaines inquiétudes exprimées lors de sa création dans la presse spécialisée.

## Les fondateurs
- Ielo nom plus connu sous Lost Oasis, Trait d'union entre la communauté du logiciel libre et les acteurs commerciaux de la société de l'information, Lost Oasis développe, commercialise et exploite depuis 2002 une gamme de services innovants.

- Mandriva SA (anciennement Mandrakesoft), créée en 1998 est une société française anciennement éditrice du système d'exploitation Mandriva Linux.

- Nexedi a été fondée en 2001 avec la création du projet ERP5, dont la première mise en œuvre a été élue «Meilleur projet ERP» en 2004.

- TioLive est une plate-forme d'externalisation totale du système d'information (Total Information Outsourcing). Elle est basée sur des techniques Open Source et des logiciels libres.

## Concept
L’offre repose sur différentes briques technologiques:
- NiftyName Virtual Datacenter de IELO : solution IAAS conçue pour les hautes performances et la haute disponibilité.
- XS2 (Xtrem Storage Server) de Mandravia : Solution permettant d’effectuer un stockage réparti des fichiers sur plusieurs serveurs distants.
- NS2 (Neo Storage Server) de Nexidi : Possibilité de stocker des fichiers en mode objet, utilisée principalement par les établissements bancaires et les gouvernements pour le stockage de grandes bases de données comme par exemple l’enregistrement de transactions bancaires.
- Slap Cloud Engine de Nexidi : Solution qui coordonne les ressources sur le cloud de manière intelligente: partage de puissance entre les machines actives et inactives par exemple.
- TioLive OEM Platform: optimisation des différentes briques pour composer une solution Paas Open Source.

La complémentarité des éditeurs avec leurs solutions respectives permet de renforcer l’image de l’Open Source dans le monde du Cloud Computing et de démontrer aux DSI que le Cloud répond à leur problématique de réduction des coûts.

## Avantages
- La réduction des coûts, elle arrive en tête des préoccupations des DSI. Jean-Paul Smets, Pdg de Nexedi, éditeur du progiciel Open Source ERP 5, explique que la Free Cloud Alliance « vise à couvrir tous les domaines du cloud, en ayant la même efficacité économique que Salesforce et tout en gardant le contrôle des données et du code source”. Un véritable Cloud libre, “synonyme de liberté (d’où le terme Free de la Free Cloud Alliance – et non pas Open Source) et de contrôle”, comme il se plaît à le dire.
- Permet de renforcer l'image de l'Open Source du Cloud Computing et de démontrer aux DSI que le Cloud peut répondre à leurs problématiques de réduction des coûts.
- Permet de faire face au risque réel de perte d'autonomie par rapport aux offres de grands groupes tels que Amazone. Ainsi, Amazon et Microsoft ont pour l'instant décidé de ne pas adhérer au mouvement et développe leurs propres solutions.
- Réduction de risque de perte de donnée en cas de faillite du prestataire. En effet, l'entreprise qui a confié l'intégralité de son infrastructure à un prestataire aura du mal a reconstituer son système d'information reprenant les données qui sont issues de la plate-forme du prestataire. Dans ce contexte, la FCA prend tout son sens.

## Inconvénients
- La partie entreprise reste payante et la facture peut dépasser assez largement les 15 000€.
- On peut se poser la question des difficultés d'intégrations des différentes briques, ainsi que de l'intéropérabilité avec les applications et les données car rien n'est réellement détaillé à ce jour.
- Impact écologique négatifs dû aux émissions de serres des serveurs utilisés.
- l'Offre doit encore évoluer en termes de garanties légales, de sécurité et d'administration.